# ディルク・レーマン
ディルク・レーマン（ドイツ語: Dirk Johannes Lehmann、1971年8月16日 - ）は、ドイツ出身のサッカー選手。

## 経歴
アルマニア・アーヘンから1.FCケルンに加入し、リールセSK、RWDモレンベークと渡り歩いた。モレンベークでは1996-97シーズンに26試合出場した他、UEFAヨーロッパリーグでも2試合に出場した。
その後、エネルギー・コットブスに移籍し、フラムFCに移籍した。フラムでは26試合に出場し、その美しい口髭や艶やかな髪、そしてフラムのサポーターのユーモアから「ポルノスター」と称された。フラムを退団した後はスコットランドのハイバーニアンFCに移籍。
ハイバーニアンでのデビュー戦はマザーウェルFC戦で2-2の引分、しかし彼はこの試合で2得点を決め、鮮烈なデビューを果たした。2001年に契約満了に伴い退団、ブライトン・アンド・ホーヴ・アルビオンFCに移籍すると、彼はイヤリングをつけていたため、絆創膏をつけてピッチ上に立った。その後この行為によって出場停止処分を下されている 。ブライトンではスウォンジー・シティFCから得点をあげたのが唯一の得点となった。
そしてマザーウェルFCに移籍し、ジェームズ・マクファデンと共にアタッカーとしてプレーした。
マザーウェルから放出されると、2003年7月に横浜FCに加入した。
2004年にボルシア・フライアルデンホーフェンに加入。

## 個人成績
| 国内大会個人成績 | 国内大会個人成績 | 国内大会個人成績 | 国内大会個人成績 | 国内大会個人成績 | 国内大会個人成績 | 国内大会個人成績 | 国内大会個人成績 | 国内大会個人成績 | 国内大会個人成績 | 国内大会個人成績 | 国内大会個人成績 |
| 年度             | クラブ           | 背番号           | リーグ           | リーグ戦         | リーグ戦         | リーグ杯         | リーグ杯         | オープン杯       | オープン杯       | 期間通算         | 期間通算         |
| 年度             | クラブ           | 背番号           | リーグ           | 出場             | 得点             | 出場             | 得点             | 出場             | 得点             | 出場             | 得点             |
| 日本             | 日本             | 日本             | 日本             | リーグ戦         | リーグ戦         | リーグ杯         | リーグ杯         | 天皇杯           | 天皇杯           | 期間通算         | 期間通算         |
| ---------------- | ---------------- | ---------------- | ---------------- | ---------------- | ---------------- | ---------------- | ---------------- | ---------------- | ---------------- | ---------------- | ---------------- |
| 2003             | 横浜FC           | 9                | J2               | 12               | 1                | -                | -                |                  |                  |                  |                  |
| 通算             | 日本             | 日本             | J2               | 12               | 1                | -                | -                |                  |                  |                  |                  |
| 総通算           | 総通算           | 総通算           | 総通算           | 12               | 1                | 0                | 0                |                  |                  |                  |                  |